# Барамати
Барамати (маратхи बारामती, англ. Baramati) — город в округе Пуна штата Махараштра в Индии. Расположен в 100 км к юго-востоку от центра округа, города Пуна. Население города согласно переписи 2011 года составляло около 54 тысяч человек.

## Академический центр
Барамати развивается в качестве учебного центра, здесь расположены много учебных заведений. Видья Пратиштхан предлагает обучение от начального образования до степени магистра. Колледж им. Тулзарама Чатурчанда (Т Ч Колледж), созданный в 1962 году, является одним из старейших учебных кампусов в городе. В Малегаве около Барамати расположен Государственный Институт Промышленной Подготовки.